# شیمی (دامغان)
شیمی یک منطقهٔ مسکونی در ایران است که در دهستان قهاب رستاق واقع شده‌است. براساس سرشماری مرکز آمار ایران در سال ۱۳۹۵، شیمی ۱۵۶ نفر جمعیت دارد.